# 69275 Візенталь
69275 Візенталь (69275 Wiesenthal) — астероїд головного поясу, відкритий 28 листопада 1989 року.
Тіссеранів параметр щодо Юпітера — 3,267.
Названо на честь Симона Візенталя (1908 — 2005) — засновника та керівника Віденського Центру документації, дослідника Голокосту. Народився у місті Бучач, Тернопільщина.